# Alice Nesti
Alice Nesti (ur. 18 lipca 1989 w Pistoi) – włoska pływaczka, specjalizująca się głównie w stylu dowolnym.
Mistrzyni Europy z Debreczyna w sztafecie 4 x 200 m stylem dowolnym oraz brązowa medalistka w sztafecie 4 x 100 m stylem dowolnym.
Uczestniczka igrzysk olimpijskich w Londynie (2012) w sztafecie 4 x 200 m stylem dowolnym (7. miejsce)